# Drukinkt
Drukinkt is een inkt die bij het drukken door de drukvorm (bijvoorbeeld loden letters) wordt overgedragen op het te bedrukken materiaal (substraat), bijvoorbeeld papier.
Drukinkten moeten de eigenschap hebben zich slecht te mengen met water en zeer taaivloeibaar te zijn.

## Lithografie
Voor de verschillende stadia van een lithografie zijn er speciale inkten. De belangrijkste is de peninkt. Deze inkt wordt ingezet nadat de tekening is gemaakt met het lithografische tekenmateriaal(en). Dan wordt namelijk de gehele bovenkant van de kalksteen met arabische gom afgedekt. Enige uren later wordt de tekening weggewassen met terpentine en vervangen door een asfalt-oplossing. Met een natte spons wordt daarna het restant asfalt en de arabische gom weggewassen. De steen wordt vochtig gehouden en met een leren inktroller wordt de peninkt over de steen verdeeld. Wanneer dit kundig wordt gedaan komt de oorspronkelijke tekening in al zijn nuances, nu voorzien van drukinkt, weer tevoorschijn. Vaak wordt er daarna niet direct een oplage gedrukt maar de steen nog eens gegomd. Pas wanneer er een oplage wordt gedrukt wordt een iets minder taaie inkt gebruikt om het beeld zodoende sneller met inkt te kunnen 'opbouwen' en deze dan te 'persen'.